# 薇薇安·寇比力克
薇薇安·寇比力克（英語：Vivian Kubrick，全名Vivian Vanessa Kubrick，1960年8月5日—）是一位美國電影製作人及作曲家。

## 早年
出生於加利福尼亞州的洛杉磯。父親是電影導演史丹利·寇比力克，母親是德國演員姬絲汀·寇比力克。有一名姐姐叫安雅（Anya Kubrick）。

## 生涯
青少年晚期時，薇薇安為BBC執導半小時的紀錄片《The Making of "The Shining"》，當中包含關於她父親的電影《閃靈》的多部錄影帶。她也拍攝過18小時的《金甲部隊》製作特輯紀錄片，但最終未完成。她用假名Abigail Mead為《金甲部隊》作曲，而她父親也請求她為《大開眼戒》作曲，但後來因為薇薇安離家出走而放棄。史丹利·寇比力克曾經寫了一封40頁的信給她，試圖說服她回家但不成功。最後由Jocelyn Pook代替薇薇安負責作曲。
2008年10月，薇薇安出席由Jules Verne Society贊助的《2001太空漫遊》40周年紀念放映，同場還有該電影的演員凱爾·杜拉、飾演猩猩首領的Daniel Richter，以及在她父親的電影《發條橙》（1971年）主演的馬康·麥杜維。她也代表她父親接受Society's Legendaire Award獎項。

## 個人生活
2010年8月，她的家人宣佈薇薇安於1999年加入山達基教（科學教），並且與家人疏遠，而她出席父親的葬禮時也有一名山達基教徒陪伴。2009年時，她的姐姐安雅因癌症病逝，但薇薇安卻沒有出席葬禮。
2014年，她在Twitter上載了一系列她自己和父親的相片。
像她的父親一樣，薇薇安是一名愛護動物的人，拯救過幾隻流浪犬。

## 作品列表
- 音樂
  - 《金甲部隊》Full Metal Jacket（1987年，假名Abigail Mead）
  - 《The Mao Game》（1999年）
  - 《大開眼戒》Eyes Wide Shut（1999年，未使用）
- 女演員（未掛名）
  - 《2001太空漫遊》2001: A Space Odyssey （1968年），Heywood Floyd的女兒
  - 《亂世兒女》Barry Lyndon（1975年），生日派對的客人
  - 《閃靈》The Shining（1980年），舞廳沙發上的抽煙客人
  - 《金甲部隊》Full Metal Jacket（1987年），亂葬崗的新聞攝影師
- 導演
  - 《Making "The Shining"》（1980年），《閃靈》製作特輯紀錄片